# Stasney Albert
Stasney Albert (Déva, 1889. november 16. – Sopron, 1971. szeptember 29.) fémkohómérnök, főiskolai tanár.

## Életpályája
1907-ben érettségizett a dévai Főreálban. Egy éves katonai szolgálata után, 1908-ban a Magyar Királyi Bányászati és Erdészeti Főiskola hallhatója lett. 1912-ben diplomázott a Selmeci Akadémia hallgatójaként. 1912-ben ugyanitt az ábrázoló geometriai tanszéken Fodor László tanársegédje volt. 1914-ben behívták katonának, ahol súlyosan megsebesült; 50%-os hadirokkant lett. 1917-ben tette le a fémkohómérnöki szak államvizsgáit és fémkohómérnöki minősítést nyert. 1917–1918 között egy kohóüzemet vezetett. 
1917–1918 között a Fischameni Katonai Repülőgép és Motorgyár öntödéjében volt műszaki vezető. Itt Kármán Tódorral és Asbóth Oszkárral dolgozott együtt. 1918-ban visszakerült a főiskola Ábrázoló Mértan Tanszékére tanársegédnek. 1924–1949 között az Ábrázoló Mértan Tanszék vezetője, 1924–1963 között az Ábrázoló Geometria Tanszék vezetője volt. 1925-ben adjunktus lett. 1926-ban főiskolai rendkívüli, majd 1932-ben rendes tanári kinevezést kapott. 1934-ben egyetemi nyilvános rendkívüli, majd 1937-ben egyetemi nyilvános rendes tanárrá nevezték ki. 1962-ben az Erdészeti és Faipari Egyetem díszdoktora lett.
Az ábrázoló geometrián kívül oktatta még a műszaki rajzot és a géprajzot is. Kutatás területe elsősorban bányászattal és geofizikával kapcsolatos problémák voltak, melyek grafikus úton, illetve ábrázoló geometriai módszerekkel is megoldhatóak.

## Családja
1920-ban házasságot kötött Frömel Máriával. Két gyermekük született: egy lány és egy fiú.
Temetése Sopronban, az Új Szent Mihály temetőben történt.

## Művei
- Ábrázoló geometria erdő- és földmérőhallgatók részére (I–II. Sopron, 1950-1951)

## Díjai
- a Munka Érdemrend arany fokozata (1953)
- az Erdészet kiváló dolgozója kitüntetés
- Mikoviny Sámuel-emlékérem (1969)
- aranydiploma (1962)

## Emlékezete
- 2005-ben, Sopronban bronz mellszobrot állítottak emlékére (Kutas László alkotása).[4]
- 2017. május 24-én emléktáblát avattak tiszteletére lakóházán (Sopron, Alsólövér utca 46.).